# Віленське повстання

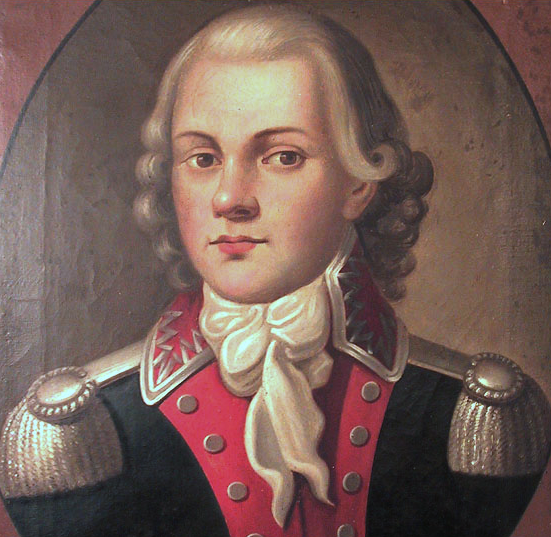
Якуб Ясинський

54°40′00″ пн. ш. 25°19′00″ сх. д. / 54.666666666667° пн. ш. 25.316666666667° сх. д.
Ві́ленське повста́ння — повстання у м. Вільно з 22 на 23 квітня 1794 р. під час повстання Костюшки.
Організаторами повстання були Карл Прозор, Якуб Ясинський та генерал Антон Хлевінський.
22 квітня до м. Вільно прибув Великий гетьман литовський Симон Косаковський, який радив росіянам нові арешти польських конспіраторів та проведення акцій проти польських військових частин в околиці міста.
В ніч з 22 на 23 квітня 1794 р. польські сили почали виступ і зранку 23 квітня м. Вільно опинилося в їх руках.
24 квітня на площі перед ратушою було зачитано «Акт повстання литовського народу», в якому заявлялась єдність цілей віленського повстання і повстання Костюшки. Того ж дня була утворена Найвища тимчасова рада.
25 квітня було повішено, звинуваченого у зраді, Симона Косаковського.
4 червня Т. Костюшко замість Найвищої тимчасової ради скликав Центральну депутацію Великого князівства Литовського. Командуючим литовськими силами, замість полковника Ясинського, призначив генерала Михала Велгорського,
19 липня, маючи значну перевагу (8 тис. проти 2 тис.), росіяни почали штурм м. Вільно, але місто поляки утримали у своїх руках.
11 серпня російські сили чисельністю 12 тис. розпочали новий штурм міста і 12 серпня зайняли його. 14 серпня 1794 р. віленьські міщани підписали акт лояльності.